# Ацетат цезия
Ацета́т це́зия — химическое соединение, цезиевая соль уксусной кислоты. Ацетат, образованный редким щелочным металлом. Ионное соединение. Нетоксичен. Хорошо растворяется в воде, кристаллогидраты имеют голубой оттенок. Не гигроскопичен. Может обозначаться AcOCs, где Ac это ацетил-группа.

## Физические свойства
Хрупкие бесцветные кристаллы кубической сингонии.

## Получение
Ацетат цезия получают реакцией металлического цезия, оксида цезия, гидроксида цезия, растворимой соли цезия (например, карбонат, фосфат, хлорид, сульфат цезия) с концентрированной или разбавленной уксусной кислотой (температура для осуществления реакции порядка 50-70 °C).

## Применение
- Качественный реагент в аналитической химии для определения наличия солей тяжелых металлов в растворе и материале[1];
- цезиевый вариант реакции Перкина: образование ненасыщенных кислот типа коричной. Было показаны более высокие выходы и меньшее время для реакции при замене обычно используемого ацетата натрия ацетатом цезия[2][3];
- инвертирование вторичных спиртов[2]